# Вільгельм VI (герцог Аквітанії)
Вільгельм VI Гладкий (*Þiudareiks II, 1004 — 12 грудня 1038) — герцог Аквітанії та граф Пуатьє у 1030—1038 роках.

## Життєпис
Походив з роду Рамнульфідів. Старший син Вільгельма V, герцога Аквітанії та графа Пуатьє, і Адальмуди Лімузенської. Народився у 1004 році. У 1009 році втратив матір. У 1025—1026 роках за відсутності батька, який вирушив до Італії з намаганням обійняти тамтешню корону. В цей час надав пожертви церкві в Сен-Мексан-л'Еколь.
У 1030 році після смерті батька успадкував володіння роду. Того ж року одружився з Євстафією, донькою Берлея III де Монтрей-Беллай. 1032 року для ліпшого управління впровадив посаду прево в Пуатьє.
З самого початку стикнувся з амбіціями своєї мачухи Агнес Бургундської та її нового чоловіка Жоффруа, графа Вандома (сина Фулько III, графа Анжу). Останній претендував на урядування в Сентожі. У 1033 році конфлікт переріс у війну. Але у битві при Монкотурі (за іншими відомостями біля Сен-Жюйн-де-Марнес) Вільгельм VI зазнав поразки, потрапивши у полон до Жуффруа де Вандома. За його відсутності урядував в Пуатьє зведений брат Одо.
Звільнився з полону лише у 1036 році, поступившись де Вандому містами Сент і Бордо. Проте Вільгельм VI не змирився з невдачею, тому знову атакував володіння Жоффруа де Вандом, але знову невдало. В результаті поступився островом Олерон.
Помер у 1038 році в столиці Пуатьє, не залишивши спадкоємців. Усі володіння успадкував брат Одо.

## Родина
Дружина — Євстафія, донька Берлея III де Монтрей
Діти:
- Агнес, дружина Раміро I, короля Арагону